# Anas Anane
Anas Anane, född 13 maj 2004, är en fransk fäktare som tävlar i florett.

## Karriär
Vid EM 2025 i Genua tog Anane silver i florett efter en finalförlust mot italienske Guillaume Bianchi. Han tog även silver tillsammans med Pierre Loisel, Maxime Pauty och Rafael Savin i lagtävlingen i florett efter en finalförlust mot Italien.